# Vieira elegans
Vieira elegans är en insektsart som först beskrevs av Guérin-Méneville 1844.  Vieira elegans ingår i släktet Vieira och familjen guldögonsländor. Inga underarter finns listade i Catalogue of Life.